# 커피 인 베를린
커피 인 베를린(A Coffee in Berlin)은 독일에서 제작된 쟌 올 거스터 감독의 2012년 코미디, 드라마 영화이다. 톰 쉴링 등이 주연으로 출연하였다.

## 출연

### 주연
- 톰 쉴링
- 마크 호즈만
- 프리데리케 켐프터
- 카타리나 슈틀러

### 조연
- 유스투스 본 도난이
- 마틴 브람바흐
- 얼리치 노던
- 로프 피터 칼
- 마이클 귀스덱

## 제작진
- 프로듀서: 마르코스 칸티스
- 의상: 줄리앤 마이어